# Sander van Doorn
Sander van Doorn (właśc. Sander Ketelaars; ur. 28 lutego 1979 w Eindhoven) – holenderski DJ i producent muzyczny. Założyciel wytwórni Doorn Records.

## Życiorys
Sander po raz pierwszy styczność z gramofonami miał na imprezie urodzinowej swojego kuzyna. Już po pierwszym spotkaniu z konsoletą i winylami zainteresował się nimi. W wieku 18 lat udał się po raz pierwszy do klubu Danssalon w Eindhoven, a rezydentem był wtedy Marco V, który wówczas grał klimaty bardziej podchodzące pod groove czy house. Po wizycie postanowił zmienić styl. Z hardcore przerzucił się na klimaty groove.
Jego rodzina prowadzi ‘rodzinny biznes’, więc wszyscy oczekiwali, że podąży śladami swojego brata, ale jego pasja do muzyki była bardzo silna. Skończył swoją edukację i pożyczył pieniądze od swojego brata, żeby kupić sprzęt do studia. Ojciec był trochę niezadowolony z poczynań syna, ale wsparł realizację jego marzeń. Produkcję muzyki zaczął po kupieniu groove boxa 303.

## Kariera
Sam Sharp (jego pierwszy alias) w dość szybkim czasie znalazł swoją pierwszą wytwórnię muzyczną. Było nią Spinnin Records. Po okresie wydawania wyłącznie remiksów nadszedł czas na pierwsze produkcje firmowane własnym nazwiskiem. Jego debiut to „Twister”, po nim wydał „Summer Melodies”, „Get Together”, „Loaded”, „Punk’d”, „Deep (In-Deep)”, „Dark Roast”, „Themesong”, „Chemistry”, „Bling Bling”.
W swojej karierze Sander zmianiał wiele razy swój pseudonim artystyczny. Wydawał jako Sam Sharp, Purple Haze, Sandler, obecnie tworzy jako Sander van Doorn. Sam artysta wypowiadał się: „Sander van Doorn odpowiada muzyce, którą naprawdę chciałem produkować, muzyce która lubiłem najbardziej. Obecnie jednak chciałbym pozostać tylko jako Sander van Doorn”
Zainspirowany stylami techno, trance i progressive, Sander van Doorn wypracował łatwo rozpoznawany styl. Swoje sety rozpoczyna od house następnie wkrada się techno i na końcu trance, cechuje je mocny bassline.

## Rok 2007 i 2008
W 2007 roku wydał remix Wamdue Project – King of My Castle (Sander van Doorn Remix), a także utwory m.in. „Grasshopper”, „By Any Demand” oraz „Riff”, który został wydany w jego własnym labelu Doorn Records.
W internetowej stacji radiowej DI.fm można usłyszeć jego serię „Identity”. Gra on w każdą ostatnią środę miesiąca. W marcu 2008 został wydany jego debiutancki album o nazwie „Supernaturalistic”.

## Dyskografia

### Albumy
- 2008 Supernaturalistic
- 2011 Eleve11

### Single
- 2001 Summer Melodies
- 2004 Twister
- 2004 Loaded
- 2004 Punk’d
- 2004 Dark Roast
- 2004 Deep / In-Deep
- 2004 Theme Song
- 2005 Chemistry EP
- 2005 Bling Bling
- 2005 ERROR
- 2005 Adrenaline / Push Off Me
- 2005 A.K.A
- 2005 S.O.S. (Message In A Bottle)
- 2005 Hoover:Craft
- 2006 Eden / Rush
- 2006 Pumpkin
- 2006 Dark Roast (2006 Re-Fill)
- 2006 Sun Goes Down
- 2007 Grasshopper/ Grass-Hopper
- 2007 By Any Demand
- 2007 Riff
- 2008 The Bass
- 2008 Organic (wspólnie z Marco V)
- 2009 What Say? (wspólnie z Marco V)
- 2009 Close My Eyes (& Robbie Williams)
- 2009 Bastillon
- 2009 Ninety
- 2010 Daisy
- 2010 Renegade (The Official Trance Energy Anthem 2010)
- 2010 Reach Out
- 2010 Daddy Rock
- 2011 Koko
- 2011 Love Is The Darkness (feat. Carol Lee)
- 2011 What Did I Do (feat. Kele and Lucy Taylor)
- 2012 Chasin’
- 2012 Nothing Inside (feat. Mayaeni)
- 2012 Kangaroo (with Julian Jordan)
- 2013 Joyenergizer
- 2013 Ten (with Mark Knight feat. Underworld)
- 2013 Into The Light (with DubVision & MAKO feat. Mariana Bell)
- 2013 Neon
- 2013 Project T (with Dimitri Vegas & Like Mike)
- 2013 Direct Dizko (with Yves V)
- 2014 Right Here, Right Now (Neon)
- 2014 Guitar Track (with Firebeatz)
- 2014 Goldskies (with Martin Garrix & DVBBS feat. Alessia)
- 2014 Get Enough
- 2014 This (with Oliver Heldens)
- 2015 Rage (with Firebeatz & Julian Jordan)
- 2015 Phoenix (with R3hab)
- 2015 Ori Tali Ma
- 2015 Oh, Amazing Bass
- 2015 ABC (vs Sunnery James & Ryan Marciano)
- 2015 Lost (with MOTI)

### Remiksy
- 2002 Robbie Rivera – Sex (Stan Larsson remix)
- 2003 Ron van den Beuken – Timeless (Sam Sharp remix)
- 2003 E-Craig – The Beat Goes On (Sam Sharp remix)
- 2004 Tatana v.s. The Mystery – Soul Cry (Sam Sharp remix)
- 2004 Randy Katana – One Solid Wave (Sam Sharp remix)
- 2004 Matt Darey – Nocturnal Delight (Sandler remix)
- 2004 Blank & Jones – Stars Shine Bright (Sam Sharp remix)
- 2004 4 Strings – Turn It Around (Sandler remixes)
- 2004 Code 1 – Housemusic (Sam Sharp + SVD remix)
- 2004 DJ Shog – Live 4 Music (Sandler remixes)
- 2005 Manny Romero – Compadre (SVD remix)
- 2005 TDR – Squelch (Sander van Doorn remix)
- 2005 Mode Hookers – Breathe (Sander van Doorn remix)
- 2006 S.O.S. Project – Direct Dizko (Sander van Doorn remix)
- 2006 Armin van Buuren – Controlfreak (Sander van Doorn remix)
- 2006 Yello – Oh Yeah (Sander van Doorn rmx)
- 2006 4 Strings – Take Me Away (Purple Haze remix)
- 2006 Tiësto & Maxi Jazz – Dance 4 Life (Sander van Doorn remix)
- 2007 Wamdue Project – King Of My Castle (Sander van Doorn remix)
- 2007 Richard Durand – Sweep n’ Repeat (Sander van Doorn Re-edit)
- 2007 Sia – The Girl You Lost to Cocaine (Sander van Doorn remix)
- 2008 Timbaland Feat. One Republic – Apologize (Sander van Doorn Bootleg)
- 2009 Sam Sharp – Roundabout (Sander van Doorn Main Mix)
- 2009 Olav Basoski & Erick E – Don’t Turn Your Back (Sander Van Doorn Remix)
- 2009 Depeche Mode – Peace (Sander Van Doorn Remix)
- 2009 The Killers – Spaceman (Sander Van Doorn Mix Part 1)
- 2009 The Killers – Spaceman (Sander Van Doorn Mix Part 2)
- 2011 Swedish House Mafia Ft. Tinie Tempah – Miami 2 Ibiza (Sander van Doorn Remix)
- 2012 Lady Gaga – Marry the Night (Sander van Doorn Remix)
- 2012 Neil Davidge – To Galaxy (Sander van Doorn & Julian Jordan Remix)
- 2012 Inpetto – Shhh! (Sander van Doorn Edit)
- 2015 The Alexander – Output (Sander van Doorn Edit)